# Editorial Nova Terra
Editorial Nova Terra és una editorial que fou fundada a Barcelona el 1957 per gent de la Joventut Obrera Cristiana (JOC) com Josep Castaño i Colomer, Josep Artigal i Montserrat, Anton Cañellas, mossèn Joan Carrera i Planas i Lleonard Ramírez, amb la finalitat de servir la fe de les comunitats obreres i ajudar el moviment obrer en general i la pedagogia popular.
Del 1964 al 1969 en fou director literari Josep Verdura, amb la col·laboració d'Alfons Carles Comín, que crearen sèries com Trabajo y Sociedad i Temps de Concili, que assolirien algun èxits com El diari de l'ànima del papa Joan XXIII, així com el premi literari Nova Terra sobre el món del treball, el premi Antoni Balmanya sobre pedagogia i el premi Carles Cardó sobre assaig religiós. El 1969, però, l'editorial fou suspesa mig any pel Ministeri d'Informació espanyol, que l'acusà d'editar llibres de caràcter marxista.
Des del 1970 fins al 1978 en fou director literari Joan Carrera i Planas. Des del 1971 començà a publicar literatura (col·leccions El sentit de la història i J.H.) i des del 1975 es feu càrrec de la revista Oriflama, que convertí en setmanari i impulsà la col·lecció Noves Actituds. El 1978 va tancar.